# Libež
Libež település Csehországban, a Benešovi járásban. Libež Radošovice, Všechlapy, Divišov, Ctiboř, Slověnice, Psáře és Tehov településekkel határos. Lakosainak száma 264 fő (2024. január 1.).

## Népesség
A település lakosságának változását az alábbi diagram mutatja:
| Lakosok száma | 441  | 378  | 397  | 245  | 177  | 166  | 187  | 208  | 229  | 264  |
|               | 1869 | 1900 | 1921 | 1961 | 1980 | 2011 | 2016 | 2019 | 2021 | 2024 |